# Lesley Garrett
Lesley Garrett (1955. április 10.– ) brit szoprán énekesnő és médiaszereplő, a Brit Birodalom Rendjének kitüntetettje. Otthonosan mozog az operaéneklés és a crossover zene műfajában is.

## Élete

### Fiatalkora a pályakezdésig
Lesley Garrett a yorkshirei Doncaster mellett fekvő Thorne településen született, zenész családban; anyai nagyapja, Colin Wall zongorista volt, anyja pedig a polgári foglalkozása (varrónő, majd iskolatitkár) mellett tehetséges énekes volt. Lesleynek két vér szerinti lánytestvére és három féltestvére született. Iskolai tanulmányai után a Brit Királyi Zeneakadémia hallgatója lett, pályáján igazán az 1979-ben, akadémistaként elnyert első díja indította el.

### Zenei pályája
1979-es debütálását követően az első években kisebb operaszerepekben mutathatta meg tehetségét és tudását. 1984-től a Brit Nemzeti Opera vezető szopránénekese lett, ekkor már több operaszerepben ért el elismert sikereket, többek között a Xerxész, a Figaro házassága, a Così fan tutte és A denevér előadásaival. Ebben az időben már a világ számos országában fellépett, az európai országok többsége mellett Japánban, Ausztráliában, Malajziában és Dél-Koreában is.
Széles körű népszerűségéhez hozzájárult, hogy az opera klasszikusai mellett közismert popzenei számok előadására is vállalkozott, ilyen produkciókkal lépett fel többek között az új évezredet köszöntő nagyszabású brit rendezvényeken, Brian Ferryvel, a Eurythmics együttessel és másokkal. Ő alakította A víg özvegy címszereplőjét a Walesi Nemzeti Opera előadásában, amellyel a társulat végigturnézta egész Egyesült Királyságot 2005-ben, majd a későbbi években több musicalben is jelentős szerepeket kapott. 2013-ban Francis Poulenc La Voix humaine című monodrámájával tért vissza az operaszínpadra.
Lesley Garrett jelenleg a Brit Nemzeti Opera társulatának a tagja; 2002-ben zenei tevékenységéért elnyerte a Brit Birodalom Rendjét.

#### Közreműködése sporteseményeken
Pályája során számos alkalommal működött közre énekesként brit futballkupák döntőin, többek között 2000-ben az utolsó olyan döntőn, amit még a régi Wembley-stadionban tartottak, illetve 2007-ben az új Wembley-ben megtartott első kupadöntőn is (ez alkalommal többek között Sarah Brightmannel énekelt együtt). 2012-ben ő énekelte a párizsi Champs-Élysées-n a brit királyi himnuszt azt követően, hogy Bradley Wiggins lett a Tour de France első brit győztese.

### Magánélete
1991-ben kötött házasságot egy általános orvossal, akitől egy fia és egy lánya született, a család London északi részén él. Politikai téren Lesley Garrett lelkes támogatója a brit Munkáspártnak

## Diszkográfia
Lesley Garrett az eddigi pályája során tizenegy szólóalbumot jelentetett meg, többségüket nagy sikerrel. A Soprano in Red című lemezének eladási számai alapján elnyerte az év legsikeresebb klasszikus előadója díjat, a BBC által egy segélyakció keretében kiadott Perfect Day kislemez pedig, amelynek ő is közreműködője volt, platinalemez lett.

### Szólólemezek
Stúdióalbumok
- A Soprano at the Movies (1991)
- Prima Donna (1992)
- Simple Gifts (1994)
- The Lesley Garrett Album (1994) – 25. a brit albumlistán
- Soprano in Red (1995) – 59.
- Soprano in Hollywood (1996) – 53.
- A Soprano Inspired (1997) – 48.
- Lesley Garrett (1998) – 34.
- I Will Wait For You (2000) – 28.
- Travelling Light (2001) – 75.
- The Singer (2002)
- So Deep is the Night (2003)
- When I Fall in Love (2007) – 11.
- Amazing Grace (2008) – 50.
- A North Country Lass (2012) – 66.
- Centre Stage: The Musicals Album (2015)

#### Válogatásalbumok
- The Soprano's Greatest Hits (1997) – 53.
- The Best of Lesley Garrett (2004)

### Szóló DVD-k
- Lesley Garrett (1998)
- I Will Wait For You (2000)
- Notes From The Heart (2003)
- Desert Dreams (2004)
- Lesley Garrett: Music from the Movies (2006)
- Lesley Garrett Live At Christmas (2008)

## Bibliográfia
- Notes From a Small Soprano – 2000
- Lesley Garrett: My Autobiography* – 2000
- Lesley Garrett Song Collection – 2001

* A Notes From a Small Soprano második, javított kiadása.

## Televíziós és rádiós szereplései
Lesley Garrett 2004-től kezdve többször vett részt közreműködőként, illetve egy időben műsorvezetőként is különböző televíziós tehetségkutató műsorokban, illetve ismert emberek számára szervezett vetélkedőkben. Ő volt az egyik közreműködője a hírességek számára szervezett, Strictly Come Dancing címen futó televíziós táncversenyek első szériájának 2004-ben, amelyen hivatásos táncos párjával harmadik helyezést értek el. Még ugyanabban az évben részt vett a BBC egy olyan tévéműsorában is (szintén a műsor első évadának szereplőjeként), melyben hírességek származási gyökereit kutatják fel dokumentarista jelleggel. A műsorban való közreműködés kifejezett élvezettel töltötte el, hiszen a produkciónak köszönhetően megtudta, hogy a zene szeretete több nemzedékre nyúlik vissza a családjában.

## Fordítás
- Ez a szócikk részben vagy egészben  a   Lesley Garrett című angol Wikipédia-szócikk fordításán alapul.  Az eredeti cikk szerkesztőit annak laptörténete sorolja fel. Ez a jelzés csupán a megfogalmazás eredetét és a szerzői jogokat jelzi, nem szolgál a cikkben szereplő információk forrásmegjelöléseként.